# Dreux Jolán skót királyné
Dreux Jolán (1269 – Nantes, 1322. augusztus 2.), bretonul: Yolande Moñforzh, skót gaelül: Joletta à Dreux, Banrigh na h-Alba, skót (angol) nyelven: Yolande o Dreux, Queen o Scotland,  Yolande of Dreux, Queen of Scotland, franciául: Yolande de Dreux, reine d'Écosse, duchesse de Bretagne, latinul: Iolanda Drocarum, regina Scotorum, ducissa Britonum, Montfort grófnője a saját jogán (suo iure), első házassága révén Skócia királynéja, a második házassága okán Bretagne hercegnéje. A Capeting-ház oldalágának, a Dreux-háznak a tagja.

## Élete
Apja IV. Róbert, Dreux grófja, anyja I. Beatrix, Montfort grófnője.
1285. november 1-jén 16 évesen feleségül ment a 44 éves III. Sándor (1241–1286) skót királyhoz, aki első feleségének, Plantagenêt Margit (1240–1275) angol királyi hercegnőnek, III. Henrik angol király legidősebb lányának és I. Eduárd angol király húgának a halála óta özvegyen élt. Skóciában trónöröklési krízis volt kibontakozóban, hiszen két évvel korábban, 1283-ban a király néhány hónapnyi különbséggel vesztette el egyszerre két gyermekét, és csak egy újszülött csecsemő, egy lánygyermek törékeny élete biztosította az uralkodóház folytonosságát. Az új házasság ezt a bizonytalanságot hivatott enyhíteni.
A skót királynak két fia és egy lánya született, akik közül az elsőszülött fiú, Sándor herceg (1264–1283), a skót trónörökös, és a legidősebb gyermeke, Margit (1261–1283) megérte a nagykorúságot, a kisebbik fia, Dávid herceg (1273–1278/1281) azonban még gyermekkorában meghalt, de úgy tűnt, a dinasztia folytonossága még így is biztosítva van. A legkisebb fiút két évvel később követte a halálba mindkét testvére, ráadásul bár Sándor herceg megnősült, de gyermektelen maradt. Ugyanakkor mivel III. Sándor lánya II. (Papgyűlölő) Erik norvég király hitvese lett 1281-ben, így Skóciától távol élt, és az újszülött unokáját, Margitot, a norvég hajadont sem láthatta személyesen a nagyapa.
A kis Margit hercegnő születése 1283. április 9-én az édesanyja életébe került, így a skót királynak csak egyetlen közvetlen örököse maradt, ez az egyetlen csecsemő lányunokája. III. Sándor pedig egyszerre értesült unokája születéséről és lánya haláláról. A skót főnemesek 1284. február 5-én elismerték Margit norvég királyi hercegnőt a skót király örököseként arra az esetre, ha a skót királynak nem születne fia. Az özvegy III. Sándort ekkor rábeszélték egy újabb házasságra, és a még csak 44 éves király újabb fiúutódok reményében nősült meg másodszor is.
A király azonban négy hónappal a házasságkötés után, 1286. március 19-én váratlanul meghalt. Egyetlen örököse, az unokája a távoli Norvégiában nevelkedett, és a harmadik életévéhez közeledett. A szokások értelmében nem kiáltották ki királynőnek a kis örökösnőt, hanem az özvegy királynét kérdezték ilyenkor, hogy terhesnek érzi-e magát vagy sem, mert ez esetben meg kell várni a születendő gyermek érkezését, aki megelőzné a kis Margitot a trónöröklésben. Jolán királyné várandósnak jelentette ki magát, és novemberig kivártak Skócia új királyának bejelentésével. A királyné azonban nem produkált trónörököst, feltehetően csak időhúzás volt a részéről, vagy álterhességről volt szó, bár halva születésről is pletykáltak. Ekkor már nem lehetett tovább várni a norvég hercegnő királlyá kiáltásával, és Margit hercegnőt I. Margit néven a távollétében Skócia királynőjévé nyilvánították. Távolléte és kiskorúsága idejére hat gyámot jelöltek ki, akik a következők voltak: William Fraser St Andrews-i püspök, Duncan fife-i gróf, Buchani John Comyn, Badenochi John Comyn, Róbert glasgow-i püspök és Jakab, Skócia 5. főudvarmestere.
Dreux Jolán özvegy skót királyné később újra férjhez ment, mégpedig II. Artúr breton herceghez, és több gyermeket is szült, többek között ő volt az anyja IV. János (1293–1345) breton hercegnek.

## Gyermekei
- 1. férjétől, III. Sándor (1241–1286) skót királytól, nem születtek gyermekei
- 2. férjétől, II. Artúr (–) breton hercegtől, gyermek:
  - János (1293–1345), IV. János néven Bretagne uralkodó hercege